# マイリトルポニー: エクエストリア・ガールズ - エバーフリーの伝説
『マイリトルポニー: エクエストリア・ガールズ - エバーフリーの伝説』（原題: My Little Pony: Equestria Girls – Legend of Everfree）は、2016年にアメリカ合衆国およびカナダで制作されたアニメーション映画。『マイリトルポニー』シリーズの第4作目となる劇場版作品。

## 概要
『マイリトルポニー: エクエストリア・ガールズ - フレンドシップ・ゲーム』の続編。
本作はシリーズで初めてキャンタロット高校を飛び出し、夏のキャンプ場を舞台にしている。そのため、キャラクターの衣装もアウトドア風になり、開放感溢れる作品に仕上がっている。
日本では、2017年2月1日にネットフリックスで日本語吹き替え版が配信された。吹き替え翻訳は寺尾知寿子、演出は打越領一が担当。メインキャストも引き続き、日本で放映された『マイリトルポニー〜トモダチは魔法〜』と同じ声優陣が担当している。また、本作はポニー世界の主人公である、トワイライトスパークルが一切登場していない初めての作品となった。

## 登場キャラクター
ゲストキャラクター以外はマイリトルポニー〜トモダチは魔法〜#登場キャラクターも参照。
グロリオーサデイジー / ガイアエバーフリー（Gloriosa Daisy / Gaea Everfree）
声 - 能登麻美子 / エニド・レイ・アダムス
「エバーフリー」キャンプ場の管理人。
キャンプ場の責任者で、表向きは人当たりが良いが、内面では多くの問題を抱えている。
責任感の強い性格で、キャンタロット高校の面々が引き起こすトラブルに対して、顔を引きつらせながらも落ち着いて対処していく。しかし、ストレスから心の中では客に対して毒づいてしまうなど、徐々に不満を募らせていく。
実はキャンプ場が資金難から閉鎖の危機に陥っており、フィルシー・リッチからも早急に手放すように脅迫されていた。そこで、最後のキャンプを最高の物にするために、森の奥で見つけた宝石の力を使い、裏からキャンプを盛り上げようとしていた。しかし自らの暴走が災いして、森で語られてきた伝説の魔物「ガイアエバーフリー」へと変身して客を森に閉じ込めようとしてしまう。このピンチにサイトワイらも変身して彼女と戦い、無事に元の姿へ戻すことに成功した。
その後真相を打ち明け、皆の協力で「クリスタル・ガーラ」を開催。町中から資金を募った結果、涙ながらに閉鎖の危機は回避されたことを報告した。
ティンバースプルース（Timber Spruce）
声 - 入野自由 / ブライアン・ドウ
「エバーフリー」キャンプ場の共同管理人。
ハンサムな容姿で軽い性格だが、気落ちしているサイトワイを元気づけようとする一面もある優しい性格。
グロリオーサと違い、客に対しても裏表なく接しており、ストレスから爆発寸前となっているグロリオーサ自身に対しても、キャンプ場の引き渡しを求めていた。
客の一人だったサイトワイとはお互いに一目ぼれしたことで積極的に接近するも、ミッドナイトスパークルの幻影に悩まされているサイトワイはティンバーの気持ちに応えられないでいた。しかし、自らを乗り越えたことで二人の仲も再び急接近し、後日の再開を約束して別れていった。

## キャスト
| 役名                                | 原語版声優                   | 日本語吹き替え |
| ----------------------------------- | ---------------------------- | -------------- |
| サイトワイ/ミットナイト・スパークル | タラ・ストロング             | 沢城みゆき     |
| ピンキーパイ                        | アンドリア・リブマン         | 三森すずこ     |
| レインボーダッシュ                  | アシュリー・ボール           | 橘田いずみ     |
| アップルジャック                    | アシュリー・ボール           | 徳井青空       |
| ラリティ                            | タバサ・セント・ジェルマン   | 佐々木未来     |
| フラッターシャイ                    | アンドリア・リブマン         | 加藤英美里     |
| スパイクドッグ                      | キャシー・ウェーゼルク       | くまいもとこ   |
| サンセットシマー                    | レベッカ・ショイチェット     | 小清水亜美     |
| フラッシュセントリー                | ヴィンセント・トン           | 野島健児       |
| セレスティア校長                    | ニコール・オリバー           | 井上喜久子     |
| ルナ教頭                            | タバサ・セント・ジェルマン   | 本田貴子       |
| グロリオーサデイジー                | エニド・レイ・アダムス       | 能登麻美子     |
| ティンバースプルース                | ブライアン・ドウ             | 入野自由       |
| トリクシー                          | キャサリン・バー             | 柚木涼香       |
| スニップス                          | リー・トッカー               | 山口勝平       |
| スネイルズ                          | リチャード・イアン・コックス | 石田彰         |
| ダーピーフーヴス                    | タバサ・セント・ジェルマン   | 内藤有海       |
| バルク・バイセップス                | マイケル・ドブソン           | 白熊寛嗣       |
| フィルシー・リッチ                  | ブライアン・ドラモンド       | 松本忍         |